# بیمارستان رازی اهواز
بیمارستان رازی اهواز در سال ۱۳۱۷ عملیات ساختمانی آن آغاز شده و به علت جنگ جهانی دوم ساختمان نیمه تمام باقی‌ماند؛ پس از اتمام جنگ دوباره کار احداث بیمارستان شروع شد. از سال ۱۳۲۴ بیمارستان به مساحت ۲۳٬۱۱۱ مترمربع و زیربنای ۲٬۲۹۴ مترمربع تحت پوشش راه آهن مورد بهره‌بردای قرار گرفت.

## تاریخچه
در سال ۱۳۵۷ بیمارستان از پوشش راه‌آهن خارج شده و زیرنظر وزارت بهداشت و درمان قرار گرفت و در سال ۱۳۷۳ تحت پوشش دانشگاه علوم پزشکی و خدمات بهداشتی درمانی درآمد. این بیمارستان در ابتدا فقط شامل بخش‌های: جراحی عمومی، زنان و زایمان، داخلی، چشم و اطفال بوده و با میزان گسترش و وسعت ۴٬۸۵۵ مترمربع و تجدید بنا، بخش‌های عفونی و جراحی پلاستیک در آن ساخته شد.

## بخش‌های بیمارستان
در حال حاضر با وسعت زیر بنا ۷٬۹۷۱ مترمربع شامل بخش‌های جراحی عمومی، ارتوپدی ۱ و ۲، داخلی، عفونی، زنان و زایمان، نوزادان، CCU، ICU، بخش اورژانس، اتاق عمل، فیزیوتراپی، رادیولوژی، آزمایشگاه، دیالیز، اکوکاردیوگرافی و  درمانگاه‌های تخصصی ویزیت بیماران به اضافۀ واحد امور اداری و واحد امورمالی، واحد رایانه، محاسبات، صندوق، پذیرش و اطلاعات، بایگانی مدارک پزشکی، امور اجتماعی و بیمه‌گری، کتابخانه، تأسیسات، انبار خواربار و لوازم مصرفی، انبار دارویی و پزشکی، کارپردازی، تلفن‌خانه، خیاط‌خانه، رختشویخانه، CSR، آشپزخانه، نقلیه، خوابگاه پزشکان، سالن کنفرانس و نمازخانه و مهد کودک می‌باشد و همه روزه خدمات خود را برای معالجه و درمان بیماران عرضه می‌دارد.